# معادلة فريدهولم التكاملية
معادلة فريدهولم التكاملية في الرياضيات هي مُعادلة وُضعت من قِبل العالم إيرك إيفار فريدهولم وهي معادلة تكاملية والتي يُؤدي حلها إلي نظرية فريدهولم، ودراسة فريدهولم كيرنيل ومعامل فريدهولم.

## المعادلة من النوع الأول
معادلة فريدهولم هي معادلة تكاملية والتي فيها الحد الذي يحتوي على معادلة كيرنيل (مُعرف بالأسفل) والتي يكون معاملات المعادلة نهايات تكاملية، وهي قريبة من معادلة فولتيرا التكاملية والتي فيها نهايات تكاملية متغيرة.
ومعادلة فريدهولم من النوع الأول الغير المُتجانس تُكتب علي الصيغة التالية
{\displaystyle g(t)=\int _{a}^{b}K(t,s)f(s)\,\mathrm {d} s~,}
والمسألة مُعطي فيها دالة كيرنل المستمرة K(t,s) ودالة g(t) لإيجاد دالة f(s).
ولو أن دالة كيرنيل هي دالة الفرق تُسمي  K(t,s) = K(t−s) و نهايات التكامل هي ±∞ إذن فإن الجزء الأيمن من المعادلة يُمكن كتابته كالتفاف للمعادلات K و f وبالتالي يكون الحل كالآتي
{\displaystyle f(t)={\mathcal {F}}_{\omega }^{-1}\left[{{\mathcal {F}}_{t}[g(t)](\omega ) \over {\mathcal {F}}_{t}[K(t)](\omega )}\right]=\int _{-\infty }^{\infty }{{\mathcal {F}}_{t}[g(t)](\omega ) \over {\mathcal {F}}_{t}[K(t)](\omega )}e^{2\pi i\omega t}\mathrm {d} \omega }
حيث قالب:Mathcalt و قالب:Mathcalω−1 هو المعكوس المباشر لتحويل فورييه علي التوالي.

## المعادلة من النوع الثاني
ومعادلة فريدهولم الغير متجانسة من النوع الثاني تُكتب كالآتي :
| {\displaystyle \phi (t)=f(t)+\lambda \int _{a}^{b}K(t,s)\phi (s)\,\mathrm {d} s.} |
ويُعطي معادلة كيرنل K(t,s) والدالة f(t) فالمعادلة تُستخدم لحل الدالة φ(t).
وكمقاربة قياسية لحل المعادلة هو استخدام طريقة التكرار ونساوي الصيغة التحليلية وتُكتب كمتتاليات والحل يكون متتالية ليوفيل-نيومان.

## النظرية العامة
النظرية العامة المتضمنة لمعادلات فريدهولم تُعرف باسم نظرية فريدهولم، وأحد النواتج الأساسية كمعادلة كيرنل K هو المعامل المدمج، والدمج يمكن رؤيته عن طريق استخدام الاستمرارية المتساوية، وللمعامل نظرية طيفية والتي يمكن فهمها كطيف منفصل للقيم الذاتية والتي تؤول للصفر.

## تطبيقات
معادلات فريدهولم تظهر طبيعيًا في نظرية معالجة الإشارة والمعروفة جيدًا في مشكلة تركيز الطيف وتم تعميمها بواسطة دافيد سليبان، وتظهر عادة في مسائل النمذجة الخطية الأمامية والعكسية.
وفي الفيزياء، فإن حل مثل تلك المعادلات التكاملية يسمح للتجارب الطيفية بأن تكون ذو توزيع مختلف أساسي مرتبط، وعلى سبيل المثال:توزيع الكتلة للبوليمر في مذيب البوليمر أو توزيع أوقات الإسترخاء في الأنظمة.